# George Thorne
George Louis Elliot Thorne, né le 4 janvier 1993 à Chatham, est un footballeur anglais qui évolue au poste de milieu de terrain.

## Biographie
Le 7 mai 2016, il s'est cassé la jambe lors d'un match contre l'Ipswich Town.
Le 7 janvier 2019, il est prêté à Luton Town.
Le 22 janvier 2020, il rejoint Oxford United.

## Statistiques
| Saison                | Club                   | Championnat           | Championnat | Championnat | Coupe(s) nationale(s) | Coupe(s) nationale(s) | Compétition(s) continentale(s) | Compétition(s) continentale(s) | Compétition(s) continentale(s) | Total | Total |
| Saison                | Club                   | Division              | M.          | B.          | M.                    | B.                    | Comp.                          | M.                             | B.                             | M.    | B.    |
| 2009-2010             | West Bromwich Albion   | Championship          | 1           | 0           | -                     | -                     | -                              | -                              | -                              | 1     | 0     |
| 2010-2011             | West Bromwich Albion   | Premier League        | 1           | 0           | -                     | -                     | -                              | -                              | -                              | 1     | 0     |
| 2011-2012             | West Bromwich Albion   | Premier League        | 3           | 0           | 3                     | 0                     | -                              | -                              | -                              | 6     | 0     |
| 2011-2012             | Portsmouth FC (prêt)   | Championship          | 14          | 0           | -                     | -                     | -                              | -                              | -                              | 14    | 0     |
| 2012-2013             | West Bromwich Albion   | Premier League        | 5           | 0           | 4                     | 0                     | -                              | -                              | -                              | 9     | 0     |
| 2012-2013             | Peterborough FC (prêt) | Championship          | 7           | 1           | -                     | -                     | -                              | -                              | -                              | 7     | 1     |
| 2013-2014             | Watford FC (prêt)      | Championship          | 8           | 0           | -                     | -                     | -                              | -                              | -                              | 8     | 0     |
| 2013-2014             | Derby County (prêt)    | Championship          | 12          | 2           | -                     | -                     | -                              | -                              | -                              | 12    | 2     |
| 2014-2015             | Derby County           | Championship          | -           | -           | -                     | -                     | -                              | -                              | -                              | 0     | 0     |
| Total sur la carrière | Total sur la carrière  | Total sur la carrière | 51          | 3           | 7                     | 0                     | -                              | -                              | -                              | 58    | 3     |

## Palmarès

### En sélection
- Angleterre -17 ans
  - Champion d'Europe en 2010.